# Gautier II d'Arzillières
Gautier II d'Arzillières (né vers 1200 - † vers 1263) est seigneur d'Arzillières au milieu du XIIIe siècle. Il est le fils de Henri d'Arzillières, seigneur d'Arzillières, et d'Agnès de Joigny.

## Biographie
Vers 1209, il devient seigneur d'Arzillières après la mort de son père Gautier Ier.
Vers 1221, il effectue le pèlerinage en terre sainte et semble y rester plusieurs années et où il s'endette et il devra effectuer par la suite plusieurs emprunts à des prêteurs siennois, ainsi qu'à l'évêque de Langres Hugues de Montréal.
En 1224, il participe avec les plus grands barons champenois à l'ordonnance de Champagne sur le partage des fiefs entre enfants mâles.
En 1225, il donne avec sa femme un serf demeurant à Coole à l'abbaye de Cheminon.
En 1231, il donne à l'abbaye de Cheminon des pâtures à Coole et à Joy (ancien village aujourd'hui détruit, sur le finage de Coole) pour y nourrir jusqu'à quarante porcs.
En 1263, il est cité parmi les présents au mariage de son fils.

## Mariage et enfants
Il épouse en premières noces Isabelle de Grandpré, fille d'Henri III, comte de Grandpré, et d'Isabelle de Coucy, dont il a peut-être un enfant. Veuf, il épouse en secondes noces Béatrix de Til-Châtel, veuve de Renard de Dampierre-en-Astenois, fille de Gui II de Til-Châtel et de Guillemette de Bourbonne, dont il a deux ou trois enfants :
- de (1) ou (2) : Guillaume II d'Arzillières, qui succède à son père ;
- de (2) : Henri d'Arzillières, seigneur de Gigny, qui épouse Hélisende de Traînel, fille de Garnier IV de Traînel, seigneur de Marigny, et d'Hélisende de Rethel, dont il a au moins un enfant : Gautier d'Arzillières. Il meurt avant 1268 ;
- de (2) : Béatrix d'Arzillières, mariée à Guillaume, seigneur de Saint-Chéron, fils d'Ansel de Saint-Chéron et de Nicole dont elle a au moins deux enfants : Ogier V de Saint-Chéron et Béatrice de Saint-Chéron.

## Source
- Marie Henry d'Arbois de Jubainville, Histoire des Ducs et Comtes de Champagne, 1865.
- Édouard de Barthélémy, Les Seigneurs et la Seigneurie d’Arzillières, 1887.
- Louis Broullion, Recherches  historiques sur Arzillières.
- Site de la Mairie d'Arzillieres-Neuville